# Плато Асхи
Плато Асхи — возвышенная равнина, наиболее высокий карстовый массив Западной Грузии, высота 2519 метров, расположен на территории Грузии в Цагерском и Мартвильском муниципалитете (Нижняя Сванетия и Верхняя Сванетия).
Форма плато напоминает рыбу. Плато Асхи начинается на западе от ущелья реки Техури и резко обрывается на востоке к реке Кверешуле и Цхенисцкали. Представляет собой платообразное нагорье с тектогенными формами рельефа. Северная ступень представляет собой впадину Квибия (6 на 12 км) и плато Майдани (4 на 12 км), а южная ступень сложена синклинальными полями Турчу-Дидгами и эрозионными каньонами рек Цачхури, Абаши, Окаце и др.
Северная и восточная границы массива обозначены высокими (более 300 м) отвесными обрывами. Пространство покрытое растительностью характерно для альпийских лугов.
Высшей точкой массива Асхи является вершина Гадрекила (Цхвиндгула) высотой 2519 м.
Площадь массива 450 км², из них 120 км² горного голого и задернованного карста.

## Гидрология
Массив Асхи представляет собой обособленный карстовый массив с проявлением центробежного стока. Карстовые источники приурочены к разным гидродинамическим зонам и гипсометрическим уровням, порой вытекают из горизонтальных пещерных галерей и образуют великолепные водопады высотой в 40 метров (пещера Тоби -1) и 105 метров (пещера Тоби-2 им А. Окроджанашвили).
Воды в основном кальциево-гидрокарбонатные.

## Пещеры плато Асхи
На плато разведано более 140 полостей. Пещеры в основном камнепадные и опасны для посещения. В некоторых пещерах множество окаменелых кораллов и прочих морских обитателей.
Части пещер присвоены названия так есть "пещера Высоцкого", "пещера Мачульского", "пещера Нино" с колодцами и меандрами (разведано 52 м) и др.
По данным "Института карстоведения и спелеологии СССР" за 1973 год на плато 38 колодцев и шахт, 41 субгоризонтальная пещера. Суммарная длина всех исследованных полостей составляла 3409 м. при суммарной глубине 1383 метра.
Площадь пола пещер равна 16 300 м², а объем пустоты 192 500 м³. Густота пещер на массиве достигает 1064 на 100 км.
В некоторых пещерах обнаружены антропогенные отложения, содержащие остатки стоянок первобытных людей (в пещерах Джорцку, Цачхури, Тоба-3, Бегела, Лесхулухе, Мотена и др.).
В некоторых пещера температура круглый год сохраняется отрицательная температура, что способствует сохранению криогенных отложений.
Сравнительно высокая температура  воздуха (12,5-5,0 °С) и другие благоприятные экологические условия способствовали заселению этих подземных полостей богатой пещерной фауной. Некоторые из них являются эндемичными для Кавказа.
Почти во всех пещерах обитает Dolichpoda euxina Sem. В подземных потоках и водоемах обитают бокоплавы (Niphargus sp.). Во многих пещерах плато Асхи выявлены следующие виды подземной фауны: в пещере Лесхулухе - Oligochaeta, Isopoda, Aranei; пещера Алкарина - Ixodes vespentili onis и др.

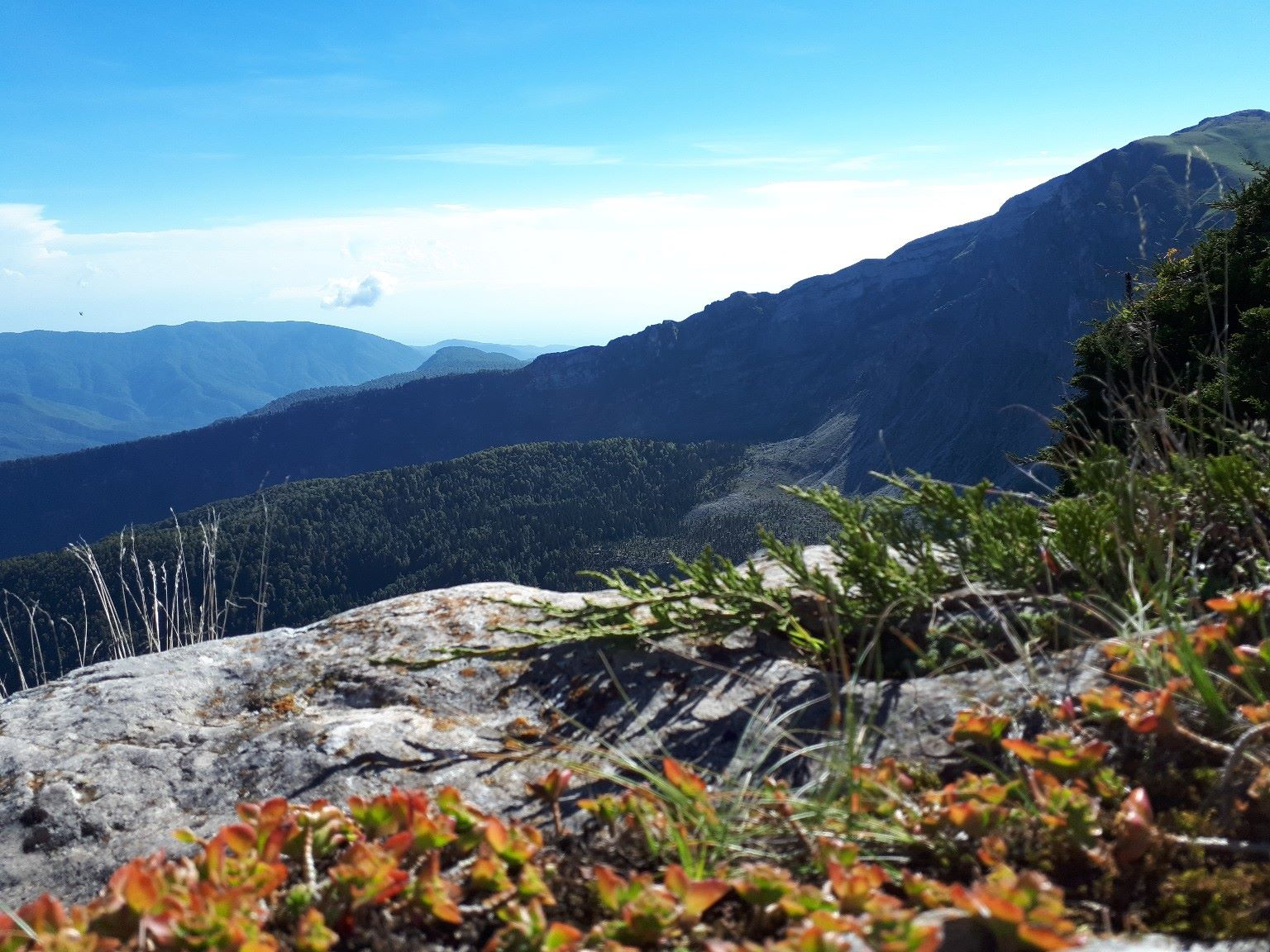
плато Асхи

На южной границе плато находиться красивейшие Мартивильский каньон и каньон Окаце.
На плато можно попасть по очень живописной оборудованной в 2016 году ЕС экологической тропе из села Зуби. Подъем занимает около 5 часов пешком и примерно столько же на лошади. Тропа на всем протяжении обозначена и начинается из села Зуби.
Пейзажи плато очень красивы, гнездиться множество крупных птиц, много серн, медведей и других обитателей. с плато открываются прекраснейшие виды на озера в районе Кулбаки, на горы  большого Кавказа, а в ясную погоду можно видеть воды Черного моря.
Во времена СССР, генсек Хрущёв Н. С. планировал использовать участок плато Асхи в качестве аэродрома. Однако сделано ничего не было.
Сегодня плато Асхи используется жителями близлежащих сел (Зуби, Окуреши, Кулбаки) для длительного выпаса коров и лошадей. Для этого на плато организовано стойбище в виде домика рядом с озером.
В целом плато Асхи плохо изучено.
Плато Асхи относиться к категории особо охраняемых природных территорий и охраняется законом Грузии.